# Ove Pilebos
Ove Pilebos är ett svenskt dansband. Ove Pilebo var sångare i svenska dansbandet Streaplers och var bandet troget under åren 1970-1984 då Towe Widerberg tog vid. Den här tiden får räknas till bandets glansperiod. 1992 startade han dansbandet Safir som 1996 ändrade namn till Ove Pilebos, som under en period fungerade som Ove Pilebos duo. Sen 1992 har bandet haft den nu aktuella sättningen.

## Medlemmar
- Bertil Högberg trummor
- Kent Henriksson, gitarr
- Ove Pilebo sångare
- Kenneth Färnlund, keyboards

## Album
- Mest av allt av mina bästa Vol. 1 - 2002
- Spegelbild - 2007

## Singlar
- Mest av allt (2002)
- När stjärnorna tändas (2003)